# Anthophorula crassicornis
Anthophorula crassicornis là một loài Hymenoptera trong họ Apidae. Loài này được Timberlake mô tả khoa học năm 1980.